# 천천초등학교 (전북)
천천초등학교는 대한민국 전북특별자치도 장수군에 있는 공립 초등학교이다.

## 학교 연혁
- 1926년 4월 26일 천천공립보통학교 개교(4년제)
- 1981년 3월 5일 병설유치원 개원
- 1999년 3월 1일 연평초등학교 통폐합
- 2003년 3월 1일 월곡초등학교 통폐합
- 2026년 4월 26일 개교 100주년

## 참고 자료
- 천천초등학교 - 한국교육학술정보원 학교알리미